# Festuca gracillima
El coirón dulce, o coirón fueguino (Festuca gracillima Rothm.) es una especie cespitosa, de la familia de las gramíneas (Poaceae).

## Descripción
Es perenne y forma matas grandes, verdes y brillantes de 3 a 8 dm de altura; con macollos intravaginales. Lígula con membrana eciliata; 0,5–1 mm de long.; truncada. hojas rectas; filiforme; conduplicada; 1–4 dm de long.; 0,5–0,7 mm de ancho. Superficie foliar puberulosa; pilosa adaxialmente. Apex agudo; pungente. Inflorescencia de panícula abierta; lanceolada; equilateral, o nodosa; de 6–12 cm de long. Ramas primarias paniculares 1 -nate. Eje de la panícula escabroso. Anteras 3; 3–5 mm de long. Ovario pubescente en el apex. Cariopses con pericarpio adherente. Hilum linear; 0,75 veces de longitud del cariopse.

## Distribución y hábitat
Es originaria del sur de Sudamérica. Es bien característica de la isla de Tierra del Fuego y del sur de la provincia de Santa Cruz, la Payunia al sur de la Provincia de Mendoza y las Islas Malvinas, también en abundancia en la Región de Magallanes y en especial en la provincia de Última Esperanza, en la Patagonia Chilena, formando parte dominante de la estepa de coirón (una formación de tussok). En lomas, faldeos y pequeñas planicies forman matas muy grandes, sumamente apetecidas por los animales; es de las forrajeras nativas más importantes de la zona.

## Taxonomía
Festuca gracillima fue descrita por Joseph Dalton Hooker y publicado en Flora Antarctica 2: 383. 1847.
Etimología
Festuca: nombre genérico que deriva del latín y significa tallo o brizna de paja, también el nombre de una mala hierba entre la cebada.
gracillima: epíteto latino que significa "más delgado".
Sinonimia
- Festuca gracillima var. brevifolia Speg.
- Festuca gracillima var. glacialis Rúgolo & Nicora	[4][5]